# Colonel Les Claypool's Fearless Flying Frog Brigade
Colonel Les Claypool's Fearless Flying Frog Brigade est un groupe de rock indépendant et progressif américain, originaire de San Francisco, en Californie. Il est créé par Les Claypool en 2000 et dissous en 2004.

## Biographie
Le groupe est formé par Les Claypool, en 2000, qui fait appel au guitariste Todd Huth, qui faisait partie initialement du groupe Primus. Le style musical de la formation est plus proche du rock progressif que l'ancien groupe de Les Claypool. Le répertoire étant aussi plus restreint, on trouve de nombreuses reprises, notamment de King Crimson et de Pink Floyd dans les concerts. Le Live Frog Set 2 reprend dans son intégralité l'album Animals de Pink Floyd.
En août 2000, Claypool forme une nouvelle formation de Frog Brigade qu'il prend en tournée.Le groupe comprend Jay Lane à la batterie, et Todd Huth à la guitare, qui taraillait avec Claypool in Sausage (qui était lui-même une reformation de la première formation de Primus), le guitariste Eenor, Jeff Chimenti, claviériste de Ratdog, et Skerik au saxophone. Après cette tournée, la Brigade publie deux albums live, issus de leurs concerts en automne à San Francisco. Live Frogs, Vol. 1 comprend leur premier set en freeform, et Live Frogs, Vol. 2 des performances de Animals.
La Brigade joue en tête d'affiche du SnoCore Icicle Ball au début de 2001. L'été suivant, le groupe se compose de Claypool, Skerik, Eenor et du nouveau batteur Paul Svena. Les commence à écrire de nouvelles chansons, et son groupe à jouer quelques concerts. En 2002, Mike Dillon est recruté comme percussionniste, et la Frog Brigade enregistre son seul et unique album studio, Purple Onion. En 2002, Claypool forme le groupe Colonel Claypool's Bucket of Bernie Brains, avec le guitariste Buckethead, le claviériste Bernie Worrell, et l'ancien batteur de Primus, Bryan Mantia (alias Brain). En 2003, Eenor quitte le groupe et le guitariste Bryan Kehoe se joint à eux.

## Membres
- Todd Huth - guitare
- Eenor - guitare
- Jeff Chimenti - claviers
- Jay Lane - batterie
- Skerik - saxophone
- Les Claypool - basse, chant

## Discographie
- 2001 : Live Frogs Set 1
- 2001 : Live Frogs Set 2
- 2002 : Purple Onion